# 島根県道28号出雲大社線
島根県道28号出雲大社線（しまねけんどう28ごう いずもたいしゃせん）は、島根県出雲市を通る県道（主要地方道）である。

## 概要
起点から渡橋中央交差点までの区間は2016年（平成28年）4月1日に国道9号から移管された。このため、U字あるいはV字型のルートを通ることになり、短い距離の間に国道9号と2度重なることとなった。
かつては、出雲市道G294号高松294号線（出雲市白枝町・白枝交差点 - 同・白枝西交差点）、出雲市道G319号高松319号線（白枝西交差点 - 出雲市松寄下町・高松中央橋交差点）、島根県道162号大社立久恵線の一部（高松中央橋交差点 - 出雲市大社町北荒木・北荒木交差点）、島根県道161号斐川出雲大社線の一部（北荒木交差点 - 出雲市大社町杵築東・国道431号交点）を合わせた区間が本県道の現道であった（通称「大社街道」）。本路線は大社街道のバイパスとして建設された。本路線および国道431号の整備により出雲市中心部と出雲大社の間の交通量が分散した。

### 路線データ
- 起点：島根県出雲市高松町（神戸橋（かんどばし）北方交差点、国道9号・島根県道162号大社立久恵線交点）
- 終点：島根県出雲市大社町菱根（菱根交差点、国道431号交点）

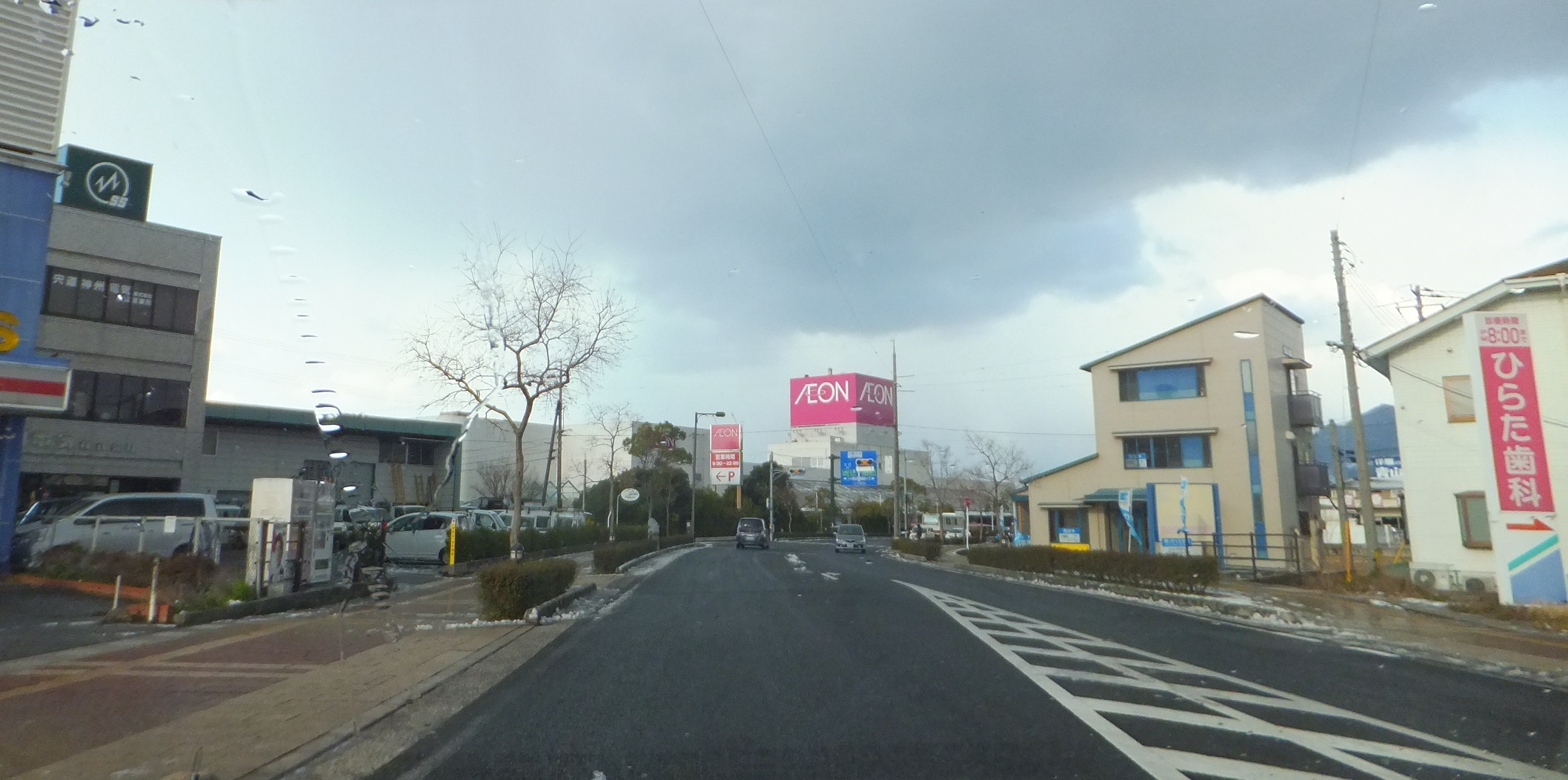
かつての起点（渡橋中央交差点＝国道184号交点）付近
出雲市渡橋町で撮影

## 歴史
- 1993年（平成5年）5月11日 - 建設省から、県道出雲大社線が出雲大社線として主要地方道に指定される[2]。

## 地理

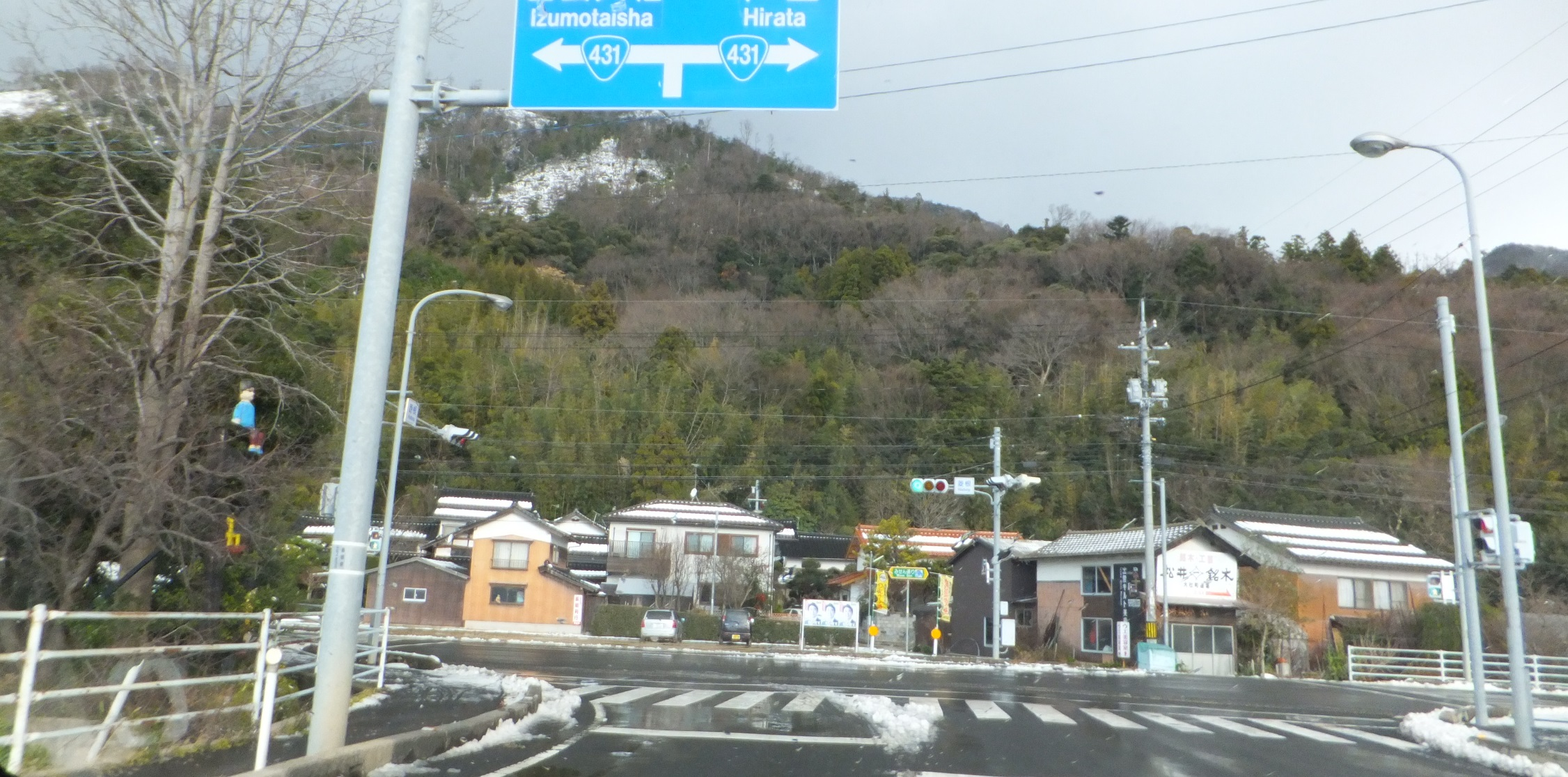
終点付近
出雲市大社町菱根で撮影

### 通過する自治体
- 出雲市

### 交差する道路
| 交差する道路                      | 交差する場所 | 交差する場所                          |
| --------------------------------- | ------------ | ------------------------------------- |
| 国道9号 島根県道162号大社立久恵線 | 高松町       | 神戸橋（かんどばし）北方交差点 / 起点 |
| 国道184号                         | 渡橋町       | 渡橋中央交差点                        |
| 国道9号 / 出雲バイパス            | 渡橋町       | 渡橋北交差点                          |
| 島根県道161号斐川出雲大社線       | 大社町入南   | 入南交差点                            |
| 国道431号                         | 大社町菱根   | 菱根交差点 / 終点                     |

### 交差する鉄道
- 一畑電車大社線

### 沿線
- 島根県立浜山公園
- 島根ワイナリー
- イオンモール出雲